# آنری ژروکس
آنری ژِروِکس (فرانسوی: Henri Gervex‎; ۱۰ سپتامبر ۱۸۵۲ – ۷ ژوئن ۱۹۲۹) نقاش و تصویرگر اهل فرانسه بود که از الکساندر کابانل، اوژن فرومنتن و پیر-نیکولا بریسه هنر آموخت.
او برندهٔ جوایزی همچون لژیون دونور و نشان آنای مقدس (سنت آنا) شده‌است.

## نگارخانه

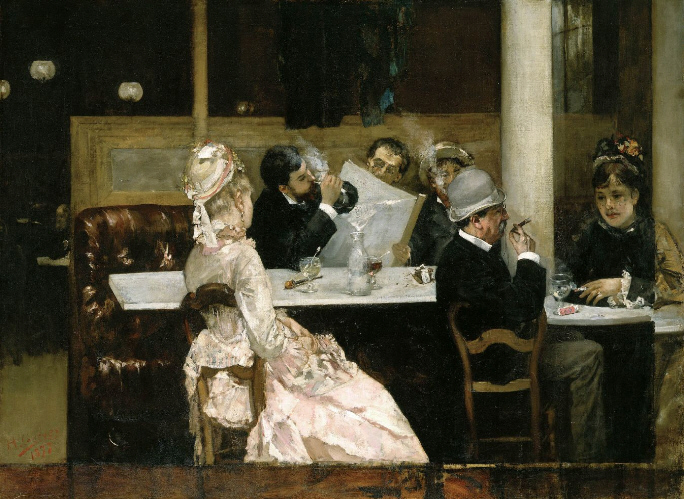
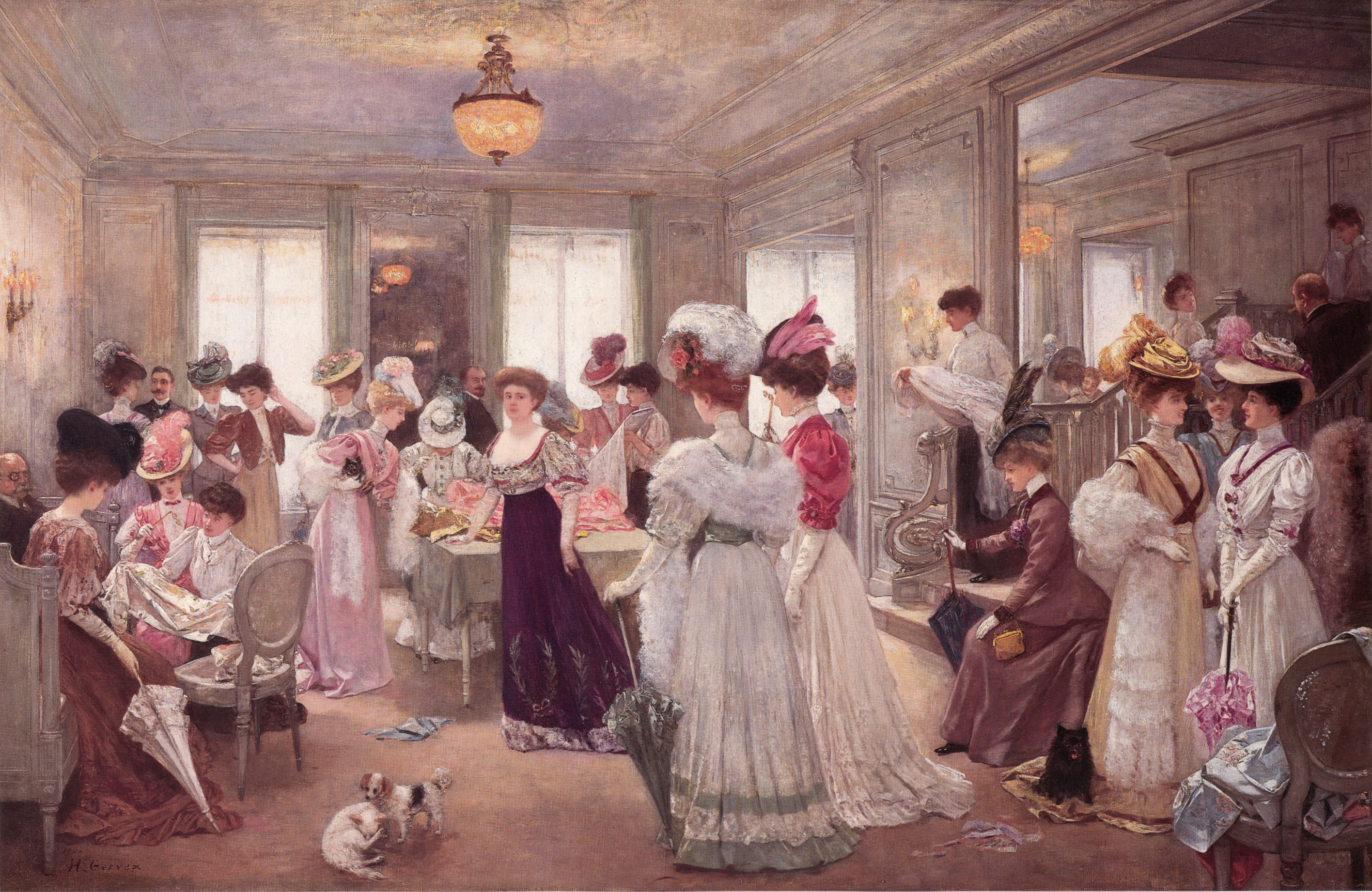
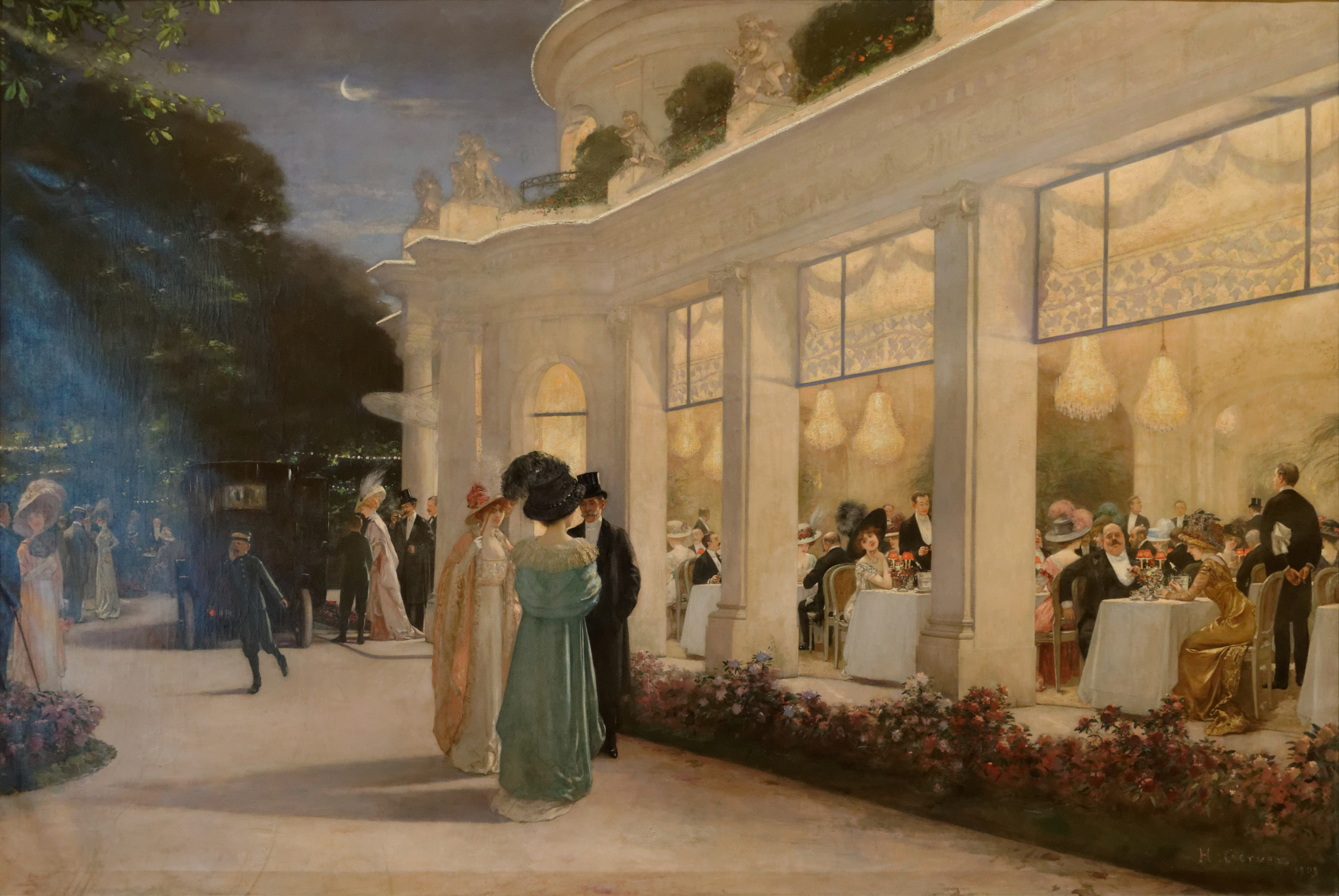
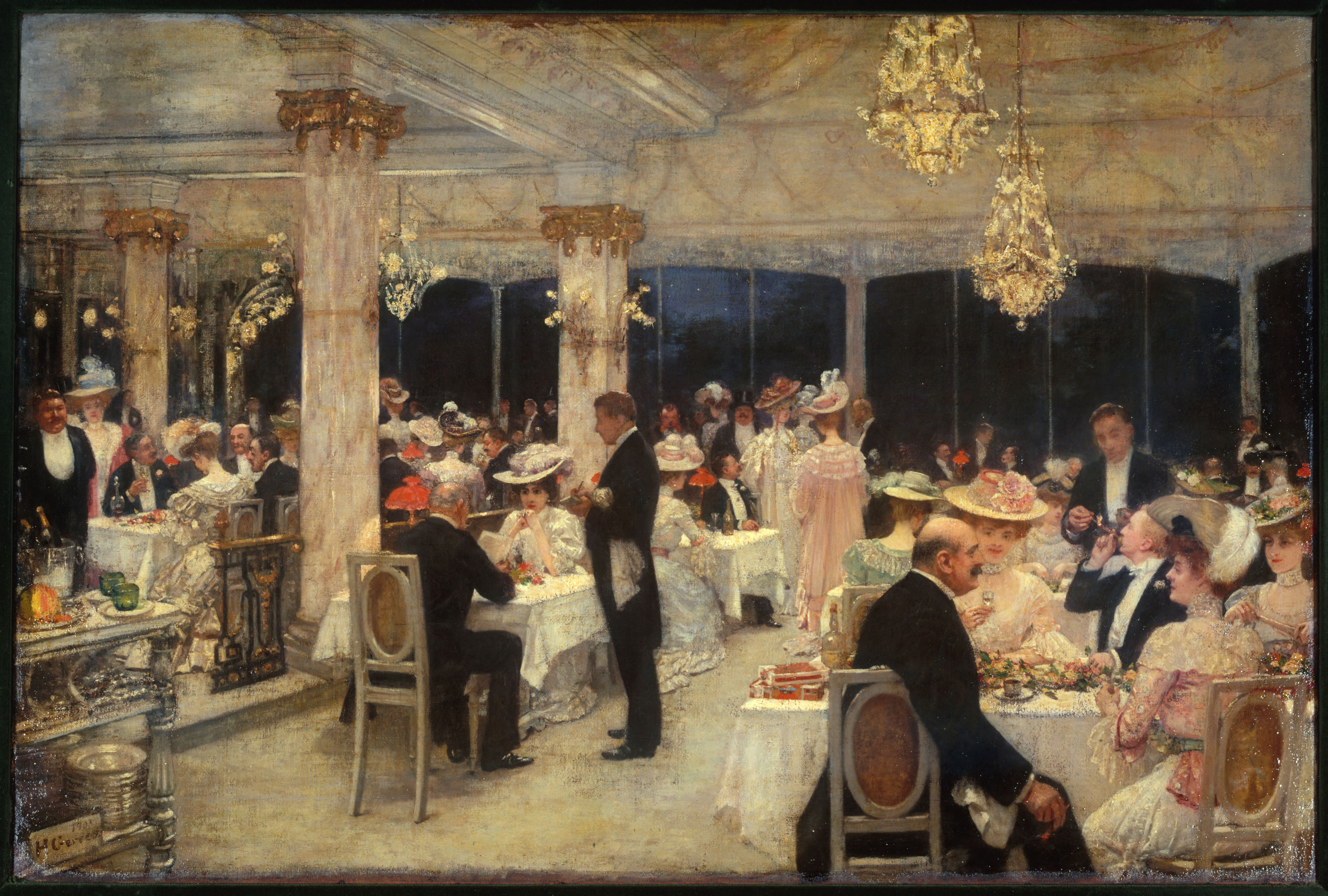